# Fredo Santana
Derrick Coleman (ur. 4 lipca 1990 w Chicago, zm. 19 stycznia 2018 w Los Angeles) znany pod pseudonimem Fredo Santana – amerykański raper pochodzący z Chicago.
Dorastał w South Side Chicago jako członek jednego z gangów Black Disciples. Od 12. roku życia zajmował się sprzedażą narkotyków, kilkukrotnie aresztowany między innymi za posiadanie broni. Po wyjściu z więzienia w 2011, gdzie spędził wyrok za handel narkotykami, postanowił rozpocząć karierę muzyczną..
W 2014 otworzył wytwórnię muzyczną o nazwie Savage Squad Records (SSR), w której znajdują się raperzy tacy jak Caperboy czy Gino Marley. Niegdyś współzałożyciel Glory Boyz Entertainment (GBE).
Derrick od dłuższego czasu zmagał się z niewydolnościami nerek oraz wątroby, spowodowanymi wieloletnim uzależnieniem od kodeiny, prometazyny oraz innych substancji psychoaktywnych. W październiku 2017 roku trafił do szpitala wskutek ataku padaczki. Zmarł cztery miesiące później, 19 stycznia 2018 roku. Ciało Santany zostało odnalezione w jego domu w Los Angeles, przez narzeczoną.

## Dyskografia

### Albumy
- Trappin' Ain't Dead (2013)[2]

### Mixtape'y
- It's a Scary Site (2012)[3]
- Fredo Kruger (2013)[4]
- Street Shit (z Gino Marley) (2013)[5]
- It's a Scary Site 2 (2013)[5]
- Walking Legend (2014)
- Aint No Money Like Trap Money (z King Ant 74) (2015)
- "Fredo Mafia" (2016)
- "Fredo Kruger 2" (2017)